# Camila Andrade
Pour les articles homonymes, voir Andrade.
Camila Andrea Andrade Mora (née le 2 janvier 1991 à Concepción) est la Miss Monde Chili 2013.

## Miss Monde 2013
Elle a été choisie le 18 juillet 2013, sous l'organisation de Miss Chili. Andrade va représenter le Chili dans Miss Monde 2013, en Indonésie, en Septembre 2013.

## Télévision
- 2009-2010 : Calle 7 (TVN) : Elle-même
- 2011 : Año 0 (Canal 13) : Participante
- 2011-2012 : Yingo (Chilevisión) : Elle-même
- 2013 : Proyecto Miss Chile (Canal 13) : Elle-même - Gagnante (Miss Monde Chili)
- 2013 : Mujeres primero (La Red) : Elle-même (Invitée)
- 2014-2016 : Intrusos (La Red) : Panéliste
- 2016 : Escuela para maridos (Chilevisión)
- Depuis 2016 : Así somos (La Red) : Panéliste